# Francesco Fiorenzi
Il conte Francesco Fiorenzi (Osimo, 24 maggio 1813 – Osimo, 30 marzo 1895) è stato un politico e ingegnere italiano.

## Biografia
Ha partecipato alla battaglia di Castelfidardo.

## Elezione
- VIII: Viene eletto deputato nell'elezione generale del 27 gennaio 1861 nel collegio di Osimo (Ancona), con voti 140 su 215 votanti.
- IX: Viene eletto deputato nell'elezione generale del 22 ottobre 1865 nel collegio di Cagli (Pesaro e Urbino), con voti 234 su 394 votanti.

## Opere
- "Conto reso dal deputato Francesco Fiorenzi al collegio elettorale di Sanseverino", Francesco Fiorenzi, 1848, su books.google.it.
- "Memorie autografe del conte Francesco Fiorenzi, ingegnere", Francesco Fiorenzi, editore N. Bettini, 1920, su books.google.it.